# Maranguape
Maranguape est une ville brésilienne de l'État du Ceará. Sa population était estimée à 123 570 habitants en 2015 et 105 093 en 2023. La municipalité s'étend sur 583 km2.
Elle fait partie de la région métropolitaine de Fortaleza.

## Personnalités
- Chico Anysio (1931-2012), humoriste et acteur brésilien, né à Maranguape.

## Maires
| Période | Période | Identité        | Étiquette | Qualité |
| ------- | ------- | --------------- | --------- | ------- |
| 2009    | 2012    | George Valentim | PCdoB     |         |